# 德索∙多格
德索∙多格（德語：Deso Dogg，1975年10月18日—2018年1月17日），原名Denis Mamadou Gerhard Cuspert，加入伊斯兰国后改名阿尔马尼（Abu Talha al-Almani)，为德国说唱歌手和伊斯兰极端主义分子。
2010年开始信奉伊斯兰教，2012年加入基地组织，后又加入伊斯兰国，宣示效忠巴格达迪（Abu Bakr al-Baghdadi)。2015年2月，被美国列入恐怖分子名单。
2014年与美国联邦调查局翻译达妮埃拉·格林在叙利亚结婚。几周后格林返回美国，随后被逮捕并被判入狱两年。
2018年1月17日死于叙利亚代尔祖尔省。